# Grasslands nationalpark
Grasslands nationalpark är en nationalpark i de södra delarna av provinsen Saskatchewan i Kanada. Den etablerades 1981 och det skyddade området omfattar 907 kvadratkilometer. 
Grasslands nationalpark representerar en natur och ett ekosystem som blivit allt ovanligare i Kanada, det är ett landets få kvarvarande ostörda områden som domineras av prärie, en typ av gräsmark som tidigare täckte betydligt mer av Nordamerika än den gör idag. 
Parken är uppdelad i två huvudområden, ett västlig och ett östlig. Den västliga delen är geologiskt präglad av floden Frenchman Rivers dalgång och dess omgivande bergstoppar. Den östliga delen är känd för Killdeer Badlands, där många dinosauriefossil hittats. 
Parkens fauna och flora inkluderar flera sällsynta djur och växter speciellt anpassade till prärieområden. Bland de största djuren som kan sägas vara karaktäristiska för Nordamerikas ursprungliga prärieområden som finns i parken är bisonoxe och gaffelantilop.